# De dorpstiran van Boeloe Boeloe
De dorpstiran van Boeloe Boeloe is het 3e stripverhaal van De Kiekeboes. De reeks wordt getekend door striptekenaar Merho.

## Verhaal
Er komt een beursstudent bij de familie Kiekeboe studeren. Hij heet Moïse Mombakka, afkomstig uit de Afrikaanse republiek Boeloe Boeloe. Fanny en Moïse worden verliefd op elkaar, wat Kiekeboes racistische buur Leon Van Der Neffe kwaad maakt. Charlotte wordt na het eten van een soepblik dat Moïse uit Boeloe Boeloe heeft meegebracht plotseling een aanhanger van de Boeloe Boeloese dictator Bibi Pralin Gaga. Bibi Pralin Gaga nodigt de familie Kiekeboe hierom uit om naar Boeloe Boeloe te komen. Maar eenmaal in Boeloe Boeloe aangekomen merken ze dat er iets niet klopt.

## Achtergrond
Het album is een satire van een aantal Afrikaanse dictators uit de jaren '70. Zo is Bibi Pralin Gaga een verwijzing naar de Oegandese dictator Idi Amin Dada. President Obobo is een verwijzing naar diens voorganger president Milton Obote die in 1971 door dictator Idi Amin tijdens een staatsgeep werd afgezet. De prentjes in strook 4 waarin allerlei vertrouwelingen van Bibi Pralin Gaga een na één om hem heen verdwijnen zijn gebaseerd op een soortgelijke fotomontage die destijds rond de vertrouwelingen van Idi Amin in de krant gepubliceerd werd. In het naslagwerk "KiekeboeK: in de coulissen van een strip" (1997) door Ronald Grossey en Gert Meesters wordt dit krantenknipsel, "Amins dode vrienden", afgebeeld.
Een andere dictator in het album, Moambe Sakka Sakka, baseerde Merho qua persoonlijkheid op de Centraal-Afrikaanse dictator Jean-Bédel Bokassa terwijl diens naam dan weer afgeleid was van Mobutu Sese Seko.
In strook 15 maakt Leon Van Der Neffe, Kiekeboes buurman, zijn debuut. Hij zou later een vast personage in de reeks worden. Bibi Pralin Gaga en Amoko zouden nog een aantal maal terugkeren in de stripreeks, onder meer in De zwarte Zonnekoning, De Medusa-stichting en Afgelast wegens ziekte. Moïse Mombakka keerde nog twee keer terug in de stripreeks, onder meer in De zwarte Zonnekoning en King Sacha.

## Uitgavegeschiedenis
Het verhaal werd van 16 september tot en met 31 december 1977 voorgepubliceerd in de krant Het Laatste Nieuws.